# バベル オックスフォード翻訳家革命秘史
『バベル オックスフォード翻訳家革命秘史』（バベル オックスフォードほんやくかかくめいひし、Babel: Or the Necessity of Violence: An Arcane History of the Oxford Translators' Revolution）は1830年代のイングランドの想像上のオックスフォードを舞台としたR・F・クァンによる2022年のスペキュレイティブ・フィクション。クァンの最初のシリーズ著書である The Poppy War（2018年-2020年）と類似したテーマを取り上げており、イギリスの帝国主義と資本主義およびそれらを実現して持続するための共犯関係にあるアカデミーを批判している。
『バベル』は、魔法の銀の棒によってイギリスの経済的及び植民地支配が支えられている別の現実世界を舞台にしている。銀の棒の力は、異なる言語間で類似はしているものの同一ではない意味を持つ単語同士の「翻訳で失われる」意味を捉えることにある。「適合対」が刻まれた銀の棒は、工業生産や農業生産の向上、弾丸の精度向上、怪我の治療などのさまざまな効果をもたらす。この力を活用するために、オックスフォード大学は「バベル」と呼ばれる王立翻訳研究所を設立し、そこでは学者たちが適合対を発見する研究を行っている。物語は、研究所に入学した4人の新入生、彼らの学問的努力がイギリスの帝国主義的覇権を維持しているという意識の高まり、第一次アヘン戦争をいかに阻止するかをめぐる議論、そして暴力の行使に焦点を当てている。
本作はニューヨーク・タイムズのベストセラーリストに初登場で1位となり、2022年のブラックウェルズ・ブックス・オブ・ザ・イヤーのフィクション部門と2022年のネビュラ賞 長編小説部門を受賞した。

## あらすじ
広東出身の孤児が、バベルのリチャード・ラヴェル教授に引き取られ、ロビン・スウィフトと言う英語名を名乗ることになる。ラヴェルは、バベル入学に備えてロビンにラテン語、ギリシャ語とともに北方中国語を学ばせる。その後すぐに、ラヴェルがロビンの実父であることが明らかになるが、両者ともそのことを口には出さない。ある日、ロビンは講義に遅れてラヴェルを当惑させて酷く殴打され、広東に送り返されて貧困生活を送ることになると脅される。それにもかかわらず、ロビンは学業で優秀な成績を収め、7年後にバベルに入学する。
ロビンはすぐに同じ一年生でカルカッタ出身のラミー、ハイチ出身のヴィトワール、そして白人系イギリス人で提督の娘のレティと友だちになった。バベルで彼らはヨーロッパの言語を英語に翻訳した際の効果が低下していること、そして北方中国語、ハイチ・クレオール、アラビア語などの「エキゾチック」な言語が翻訳の未来を担っていることを知る。最初の週に、ロビンはラヴェル教授のもう一人の中国人とのハーフの息子である異母兄のグリフィンと出会い、グリフィンからイギリスの銀の覇権を揺るがそうとする秘密組織であるヘルメス結社への勧誘を受ける。グリフィンはロビンに、バベルが外国の言語を搾取するのは、大英帝国の支配を強固にするためだけだと説明する。ロビンはグリフィンの計画に従い、ヘルメスを助けるために銀の延べ棒の盗難を幇助するが、イギリスの植民地主義の非道と不平等への嫌悪感と、帝国の翻訳者としての安楽な将来との間で葛藤を抱える。この緊張から、ロビンはオックスフォード大学3年生のときに、最終的にグリフィンおよびヘルメス結社との連絡を絶つことになる。
ロビン、ラミー、ヴィクトワール、そしてレティは、清朝が中国へのアヘンの自由貿易を拒否したことで激化する清国とイギリス帝国の紛争において通訳を務めるため、ラヴェルと共に広東への船旅に出る。ロビンはイギリス人が中国人を軽蔑していることを目の当たりにし、アヘン取引を阻止するために派遣された役人、林則徐と会談し、アヘン窟を実際に目撃した後、イギリスの計画に疑問を抱く。林が虎門で押収したアヘンの備蓄を焼き払うと、バベルの仲間たちはイギリスに向けて出発する。船上で、ラヴェルは再びロビンを清国との共謀疑惑で叱責する。しかしロビンは屈せず、銀の棒でラヴェルの胸に穴を開けて殺害する。ラミー、ヴィクトワール、レティはロビンが遺体を処分し、犯罪を隠す手助けをする。
イギリスに戻った一行は、ラヴェルの所持品から、ラヴェルたちは戦争の口実を作り、イギリスが中国の備蓄銀を押収しようとしていただけで、中国での交渉が見せかけだったことを知る。レティはロビン、ラミー、ヴィクトワールがヘルメスの件について話し合っているのを偶然目撃するが、彼らが差別の経験とイギリス帝国の残虐行為の規模を語ると、レティは彼らを支持すると誓う。一行はヘルメスに連絡を取り、ヘルメスのメンバーは議会にロビー活動を行い、パンフレットを発行して中国との戦争への反対を煽ることを選択する。グリフィンはロビンに、帝国を倒せるのは暴力だけだと打ち明け、銃の使い方を教える。しかし、レティは彼らを裏切り、警察がヘルメス結社を急襲した際にラミーを射殺する。
グリフィンはヴィクトワールとロビンを牢獄から脱獄させるが、その途中で命を落とす。二人は力づくでのみ勝利を掴むことができると判断し、バベルのカレッジタワーを占拠することを決意する。二人は大学に侵入し、学生と教職員の一部を勧誘し、残りを追放する。二人はイギリス全土で翻訳魔法を作動させる共鳴棒の撤去を開始し、国を混乱に陥れる。そして、中国との和平要求が満たされるまでこの行為を続けると宣言する。彼らは急進派や改革派の支持者を集め、支持者たちはイギリス軍に対してオックスフォードを守り固める。バベルとその台帳にアクセスできなくなった他の翻訳者たちは、イギリスのインフラを支える銀細工を維持できなくなり、ついにはウェストミンスター橋の破壊に至る。レティが到着し、彼らに降伏を懇願し、夜明けに軍が塔を襲撃することを約束する。広東以来絶望に陥っていたロビンは、塔とその中身を破壊し、銀を将来の魔法に使えなくすることを決意する。ヴィクトワールは脱出して隠れ、ロビンと残されたバベルの学者たちは自分たちもろとも塔を破壊し、銀産業革命を阻害し、大英帝国の未来を不確かなものにする。

## 登場人物
- ロビン・スウィフト（バーディー）: 主人公。母親の家族は、叔父のアヘン中毒で財産を失った元商人だった。光の加減では白人として通用するロビンは、バベルと父親のラヴェル教授に受け入れられたいという願望と、彼らが永続させているシステムが弁解の余地なく不道徳であるという認識の間で葛藤を感じている。
- ラミズ・ラフィ・ミルザ（ラミー）: カルカッタ出身のイスラム教徒のインド人学生でロビンの親友。ラミーは家族のもとからホレス・ウィルソン卿によって引き離され、バベルに送られるまではヨークシャーの領地で暮らしていた。ラミーはオックスフォードで注目を集め、それを目覚ましい活躍のチャンスと捉えた。声が大きく、聡明で非常に魅力的な人物。
- レティシア・プライス（レティ）: イギリスの元提督の娘でヴィクトワールのルームメイト。彼女の兄も以前バベルで学んでいたが、古典学には不向きだったらしい。彼が事故で亡くなり、その結果レティがオックスフォードへの進学を許された。1830年代のイギリスにおける女性蔑視による不当な扱いを経験しており、だからこそ友人たちの気持ちに共感できるが、親友のヴィクトワールが経験している露骨な人種差別には気がついていない。
- ヴィクトワール・ディグラーブ: フランスで育ったハイチ人学生でレティのルームメイト。ヴィクトワールはフランスで奴隷生活を送り、本を読んで勉強し、やがてバベルのことを知った。ヴィクトワールは、できるようになったら生徒になってほしいと手紙を偽造し、昔の生活を捨てた。ヴィクトワールは驚くほど溌剌として道徳的で、激しい議論の場ではしばしば平和の番人を務める。
- リチャード・ラヴェル教授（ディック）: 中国語の教授で、熱心な帝国主義者。冷酷かつ硬骨な男で、バベルにバイリンガルの中国語学生を育成するためにグリフィンとロビンを産ませた。
- ミセス・パイパー: ラヴェル家の親切なスコットランド人家政婦。
- グリフィン・ラヴェル: ロビンの腹違いの兄でヘルメス結社のメンバー。グリフィンはイギリス帝国は暴力的な手段で打倒されなければならないと信じている。
- アンソニー・リッベン: ヴィクトワールとラミーをヘルメス結社に勧誘した年長のバベルの学生。アンソニーの所有者は奴隷制廃止論者だったが、少年時代に奴隷として働かされていた。アンソニーはイギリスに逃れ、オックスフォード大学の支援を受けて法的に自由の身となった。グリフィンとは異なり、アンソニーはパンフレットや世論、国会議員への脅迫など、非暴力的な手段によって社会変革を起こせると信じている。

## 評価

### レビュー
『バベル』は2022年9月にニューヨーク・タイムズのベストセラーリストのハードカバー小説部門で初登場で1位となった。本作は「ブックリスト」や「カーカス・レビュー」などから全般的に好意的な星付きのレビューを受けている。Book Marksによれば、本作は9人の批評家（6人が「絶賛」、2人が「肯定的」、1人が「酷評」）のコンセンサスは「肯定的」だった。ブックマークス誌の2023年1/2月版では本作は5点満点中の3.5点だった。
ブックリスト誌はこの小説を「魅力的」で「描写が豊か」と評し、カーカス・レビュー誌は「言語と文学への深い愛情を示しながら、野心的で力強い」と評した。カーカスはさらにこの小説を「西洋帝国主義と、個人がいかにして体制と折り合いをつけ、生き残るか、あるいは反撃してその結果に立ち向かうかを、広範かつ共感的でありながらも痛烈に批判している」と評した。アマル・エル＝モフタールはニューヨーク・タイムズ・ブックレビュー誌に「『バベル』の力は、矛盾を持続させること、つまり、あなたを貪り食うことで自らを維持する魅力的なものへの愛と憎しみの両方を頭の中に留めようとすることから生まれている」と書いている。
批評家たちは、クアンが1830年代の学術界に対する現代の理解を複雑にしようとした試み、特に小説全体に散りばめられた研究や脚注について論じた。ガーディアン紙は「これは優れた学者による学術的な書物だ」と評し、「ページには脚注が山ほどあるが、これはよくある気まぐれなものではなく...スウィフトとオックスフォード大学の友人たちが学ばなければならなかった19世紀の大著のパロディのように、威圧的で説教臭い学術的な注釈である」と指摘した。この書評は、登場人物について「気取っているが、同時に傷つきやすいところもあり、そのバランスが素晴らしい」と評した。
同様に、シカゴ・レビュー・オブ・ブックスは『バベル』が「西洋が文明と呼ぶ支配的な物語を再構築、つまり（再）翻訳するよう、私たちに啓蒙し、促している」と強調した。彼らはこの小説を「構想と出来栄えの両面において素晴らしい...脚注付きのページターナーであり、高尚な目的を持ったスリラーであり、歴史の命運を賭けたビルドゥングスロマンである」と評した。ライブラリー・ジャーナル誌もこの意見に賛同し、クアンが「読者に帝国と学問の倫理性の両方に疑問を抱かせる」と書いている。
否定的あるいは限定的な評価も存在した。ペースト誌は『バベル』を「精緻に調査された時代物であり、これまで声を持たなかった者たちによる原始的な叫びである」と評した。しかしながら、同誌はさらに「その（確かに重要な）メッセージを必ず伝えようとするあまり、ドアの重しになりそうな本書500ページ以上の相当部分が、読者を変える力があるというよりは教訓的かつ説教じみた印象を与えている」と付け加えた。パプリッシャーズ・ウィークリー誌はこの小説に否定的な評価を下し、「クアンはダーク・アカデミアと帝国主義に対して、教訓的かつ露骨な描き方しかできておらず、読者の期待を裏切っている」と評した。同誌によれば、「物語はしばしば『帝国主義がなぜ悪いか』についての講義によって中断される。物語が展開する中でおのずとメッセージが伝わると考えるには、読者やプロットそのものへの信頼が足りな過ぎたのだろう。クアンは自身に反対する読者を想定しており、その結果として、人種差別や帝国の悪にすでに気づいている読者を突き放すような構成になっている」とされる。また、「登場人物たちも、しばしば動機に疑問が残る存在として描かれている」と締めくくられている。

### 受賞歴
Amazon、カーカス・レビュー誌、NPR、 ワシントン・ポスト誌は『バベル オックスフォード翻訳家革命秘史』を年間の最も優れたファンタジー書籍の一冊と選んだ。バーンズ・アンド・ノーブルは本作をジャンルを問わず年間のトップ10に選出した。
成都ワールドコンで開催された2023年ヒューゴー賞の運営委員会は、さらなる説明なしに『バベル』をノミネート対象外とする決定を下した。賞の運営委員会から共有された電子メールに基づくその後の報告書では、この本が中国の検閲法に抵触するのを避けるために不適格とされた可能性が高いことが明らかになった。
| 年   | 賞                                       | 賞                     | 結果       | 備考          |
| ---- | ---------------------------------------- | ---------------------- | ---------- | ------------- |
| 2022 | ブラックウェルズ ブック・オブ・イヤー    | フィクション           | 受賞       | [ 26 ]        |
| 2022 | グッドリーズ・チョイス賞                 | ファンタジー           | ノミネート | [ 27 ]        |
| 2022 | ネビュラ賞                               | 長編小説               | 受賞       | [ 28 ]        |
| 2022 | ニューイングランド・ブック賞             | —                      | 最終候補   | [ 29 ]        |
| 2022 | ウォーターストーン・ブック・オブ・イヤー | —                      | 最終候補   | [ 30 ] [ 31 ] |
| 2023 | アレックス賞                             | —                      | 受賞       | [ 32 ]        |
| 2023 | ブリティッシュ・ブック賞                 | フィクション           | 受賞       | [ 33 ]        |
| 2023 | ドラゴン賞                               | ファンタジー小説       | 最終候補   | [ 34 ]        |
| 2023 | イグナイト賞                             | 全年齢向けファンタジー | 最終候補   | [ 35 ]        |
| 2023 | ローカス賞                               | ファンタジー長編       | 受賞       | [ 36 ]        |
| 2023 | RUSA CODES読書リスト                     | ファンタジー           | 最終候補   | [ 37 ]        |
| 2024 | （ブックセラーズ）インディ・ブック賞     | フィクション           | 最終候補   |               |
| 2024 | イマジナレス賞                           | 外国小説               | 最終候補   |               |